# ناحیه آتن، میشیگان
ناحیه آتن (به انگلیسی: Athens Township) یک منطقهٔ مسکونی در ایالات متحده آمریکا است که در شهرستان کالهاون، میشیگان واقع شده‌است.
 ناحیه آتن ۹۳٫۶ کیلومتر مربع مساحت و ۲٬۵۵۴ نفر جمعیت دارد و ۲۶۶ متر بالاتر از سطح دریا واقع شده‌است.